# Époque (astronomie)
Pour les articles homonymes, voir Époque.
En astronomie, une époque est l'instant utilisé pour déterminer l'orientation de l'axe des pôles terrestres par rapport à la sphère céleste. Cette orientation détermine ensuite les origines des coordonnées d'ascension droite et de déclinaison utilisées pour le système de coordonnées équatoriales. En effet, du fait des phénomènes de précession des équinoxes et de nutation, l'orientation de l'axe des pôles n'est pas fixe mais varie au cours du temps. De même, la longitude écliptique d'un astre est affectée par ces phénomènes.
Une époque est ordinairement définie par un nombre correspondant à une année, et précédé d'un symbole (en pratique « B » ou « J » définissant la façon dont est définie l'année).
L'initiale « B » correspond à la définition de l'année besselienne, l'année commençant quand le Soleil a une ascension droite d'exactement 280 degrés (ou, de façon équivalente, 18 h 40 min 0 s) et durant 365,242198781 jours (soit essentiellement une année tropique). L'initiale « J » correspond à une année julienne, dont la durée est fixée à exactement 365,25 jours (31 557 600 secondes), et en partant d'un instant de référence noté J2000.0 correspondant au midi du 1er janvier 2000 dans le temps terrestre.

## Époque standard
Selon la période, il est recommandé de donner les coordonnées équatoriales d'un objet en fixant une époque de référence. Celle-ci est appelée époque standard. Depuis 1984, c'est l'époque J2000.0 qui est l'époque standard. Elle a été précédée par l'époque B1950.0. Les époques B1900.0 et B1875.0 ont également été utilisées. Cette dernière est en particulier celle qui a été utilisée pour déterminer les séparations entre les 88 constellations de l'astronomie moderne par l'astronome belge Eugène Delporte en 1930.